# 大宮ラクーンよしもと劇場

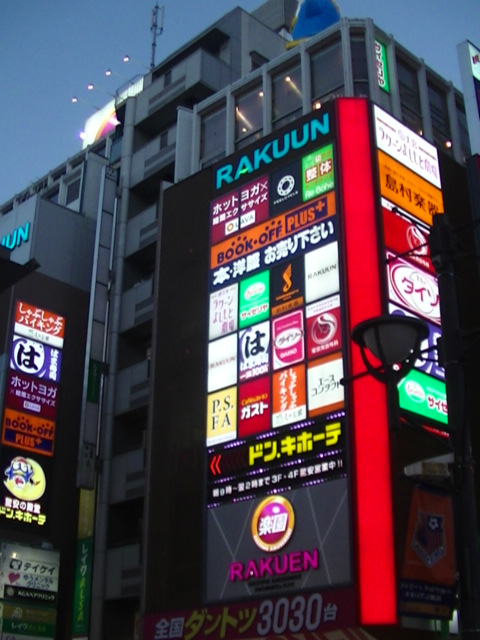
大宮ラクーンよしもと劇場が入居する「大宮RAKUUN」

大宮ラクーンよしもと劇場（おおみやラクーンよしもとげきじょう）は、埼玉県さいたま市大宮区にある吉本興業の常設劇場。浜友A.L.が所有する商業施設「大宮RAKUUN」の6階に入居している。

## 概要
- 所在地：埼玉県さいたま市大宮区宮町1-60 大宮RAKUUN 6階
- 最寄駅：大宮駅
- 2014年7月7日から公演開始[1]

## 劇場の特徴

### 座席構成
- 席数は141席。A列からK列まである。

### ロビー

#### 受付
- 事前応募や当日券を受け付けるコーナーがある。差し入れなどの受付は行っていない。

#### グッズ売り場
- ロビーにはグッズ売り場があり、芸人グッズや大宮セブンオリジナルグッズが販売されている。